# Estación de Strathroy
Strathroy es una estación de tren en Strathroy-Caradoc, Ontario, Canadá. Es una parada en la ruta del tren Toronto-Sarnia de Via Rail. La estación es accesible para sillas de ruedas. Tiene un refugio cerrado y sin calefacción y solía abrirse 1 hora antes y 1 hora después de los trenes. La estación rara vez se abre ahora debido a los altos niveles de vandalismo. Dos trenes dan servicio a Strathroy diariamente, VIA 84 (en dirección este) a las 09:27 y VIA 87 (en dirección oeste) a las 21:37. Se requieren reservaciones con 40 minutos de anticipación para que un tren pare en esta estación.
El International Limited fue operada conjuntamente por Via Rail y Amtrak entre Chicago y Toronto. El servicio operó entre 1982 y 2004.